# سارگیس کاراپتیان (بازیکن فوتبال، زاده ۱۹۹۰)
سارگیس کارنی کاراپتیان (ارمنی: Սարգիս Կարենի Կարապետյան؛ زادهٔ ۲۴ آوریل ۱۹۹۰) بازیکن فوتبال در پست هافبک اهل ارمنستان است.

## باشگاهی
از باشگاه‌هایی که در آن بازی کرده‌است می‌توان به باشگاه فوتبال بانانتس، باشگاه فوتبال میکا، و باشگاه فوتبال آرارات ایروان اشاره کرد.

## تیم ملی
وی همچنین در تیم ملی فوتبال ارمنستان بازی کرده‌است. کاراپتیان نخستین بازی ملی خود را که یک بازی دوستانه بود در تاریخ ۱۱ فوریه ۲۰۰۹ در لیماسول در مقابل لتونی انجام داده‌است.